# اونیت کائور
اونیت کائور (انگلیسی: Avneet Kaur)؛ (زادهٔ ۱۳ اکتبر ۲۰۰۱) یک بازیگر هندی، رقاص و مدل است. او برای ایفای نقش چاروماتی در سریال چاندرا ناندینی و نقش شاهدخت یاسمین در سریال علاءالدین-تو باید اسم من رو شنیده باشی شاخته شده‌است.

## فیلم‌شناسی
فیلم ها
| سال  | نام فیلم           | نقش              | نکات                | مرجع. |
| ---- | ------------------ | ---------------- | ------------------- | ----- |
| ۲۰۱۴ | مردانگی            | میرا             |                     | [ ۴ ] |
| ۲۰۱۷ | تقریباً مجرد        | دختر نوجوان      | نقش کوتاه تأثیرگذار | [ ۵ ] |
| ۲۰۱۹ | مردانگی ۲          | میرا             | نقش کوتاه تأثیرگذار | [ ۶ ] |
| ۲۰۲۳ | ازدواج تیکو و شیرو | تسلیم «تیکو» خان |                     | [ ۷ ] |

تلویزیون
| سال       | نام                                    | نقش                      | نکات   | مرجع. |
| --------- | -------------------------------------- | ------------------------ | ------ | ----- |
| ۲۰۱۷      | چاندرا ناندینی                         | شاهدخت/ملکه چاروماتی     |        | [ ۸ ] |
| ۲۰۱۸–۲۰۲۰ | علاءالدین-تو باید اسم من رو شنیده باشی | شاهدخت/دختر سلطان یاسمین | دو فصل | [ ۹ ] |